# Eurysternus streblus
Eurysternus streblus är en skalbaggsart som beskrevs av François Génier 2009. Eurysternus streblus ingår i släktet Eurysternus och familjen bladhorningar. Inga underarter finns listade i Catalogue of Life.